# Список вузлів
| Назва вузла            | Назва англійською | Ілюстрація         | Альтернативна назва вузла                                                                                        | Споріднені вузли                                                                   | Тип вузлів                                        | Галузі застосування                                                    | Переваги | Недоліки |
| ---------------------- | ----------------- | ------------------ | --- | ---------------------------------------------------------------------------------- | ------------------------------------------------- | ---------------------------------------------------------------------- | --- | --- |
| Прямий вузол           | Square knot       | Прямий вузол       | Гераклов вузол, квадратний вузол                                                                                 | рифовий вузол, бабин вузол, коров'ячий вузол                                       | вузли для зв'язування мотузок однакового діаметру | Морська справа, альпінізм, побут                                       | в'яжеться дуже швидко та не потребує особливих зусиль                                                                           | сильно затягується при навантаженні мотузок і потребує багато часу для розв'язання |
| Бабин вузол            | Granny knot       | Бабин вузол        | Бабусин вузол, сліпий вузол                                                                                      | прямий вузол                                                                       | вузли для зв'язування мотузок                     | Побут                                                                  | в'яжеться дуже швидко та не потребує особливих зусиль                                                                           | Застосовувати його для відповідальних не можна — вузол під навантаженням повзе, а без навантаження схильний до саморозв'язування |
| Рифовий вузол          | Slipped Reef Knot | Рифовий вузол      | - | прямий вузол                                                                       | вузли для зв'язування мотузок однакового діаметру | Морська справа, альпінізм, побут                                       | в'яжеться дуже швидко та не потребує особливих зусиль. Легко розв'язується                                                      | Те саме що і у прямого вузла |
| Австрійський провідник | Butterfly loop    |                    | Альпійський метелик, вузол середнього, серединний провідник, бергшафт                                            | З'єднувальний австрійський провідник                                               | вузли-петлі                                       | Альпінізм, спеліологія                                                 | - Мале зниження міцності мотузки; - Не ковзає і не затягується; - Працює в будь-якому з трьох напрямків; - Легко розв'язується. | - Важко зав'язувати однією рукою; - Важко зав'язати коли руки в рукавицях (актуально для альпінізму) - Важко змінювати розмір петлі; - Необхідна деяке тренування для зав'язування; - Візуально важко визначити правильність зав'язування. |
| Простий вузол          | Overhand knot     | Прямий вузол       | Через руку, контрольний, звичайний                                                                               | Рибацький вузол, Провідник, Зустрічний провідник                                   | стопорні вузли                                    | Морська справа, альпінізм, побут, основа для інших вузлів              | Легко в'яжеться | - Важко розв'язується і ненадійний без навантаження - Він зменшує міцність троса більш ніж вдвічі - Трос обірветься в місці вузла вже при навантаженні в 45 % розрахункової міцності                                                       |
| Булінь                 | Bowline           | Булінь             | Бесідочний вузол, "король вузлів", пальстек, петля коханця                                                       | шкотовий, брамшкотовий, подвійний булінь, іспанський булінь, португальський булінь | вузли-петлі                                       | Морська справа, альпінізм і спелеотуризм                               | Доволі надійний | - може повзти на слизьких мотузках - на петлі ходовим кінцем необхідно зав'язувати контрольний вузол - петля не призначена для навантажень на розрив - не можна навантажувати петлю інакше, як по основній осі, через слабкість петлі      |
| Петля-вісімка          | Figure-eight loop | Петля-вісімка      | Вісімка, фламандська петля, подвійна вісімка. Інший спосіб зав'язування: Спрямована вісімка/вісімка одним кінцем | Дев'ятка (вузол), Фламандський вузол, Вузол-вісімка, Подвійна вісімка              | вузли-петлі                                       | Альпінізм, туризм і спелеотуризм                                       | - Не потребує контрольних вузлів                                                                                                | - Після великого навантаження важко розв'язується; - Часто в'яжуть з «перехльостами». |
| Фламандський вузол     | Flemish bend      | Фламандський вузол | Зустрічна вісімка, Вісімка                                                                                       | Вузол-вісімка, Зустрічний провідник                                                | вузли для зв'язування мотузок однакового діаметру | Альпінізм, туризм і спелеотуризм, морська справа                       | - дуже міцне з'єднання. Цей вузол не ковзає і надійно тримає на синтетичній рибальській волосіні.                               | - на тросі з рослинних волокон (пенька, сизаль) він сильно затягується і трудно розв'язується |
| Вузол-вісімка          | Figure-eight knot | Вузол-вісімка      | Вісімка, "Савойський вузол"                                                                                      | Фламандський вузол, Петля-вісімка                                                  | стопорні вузли                                    | Морська справа, основа для інших вузлів, риболовство, ритуали(іудаїзм) | - дуже простий - не псує морский трос з рослинних волокон - більш об'ємний, аніж Простий вузол                                  | - Після навантаження сильно затягується |